# Нилус, Яков Христианович
Яков Христианович Нилус (иногда — Кристианович; ок. 1760 года[уточнить] — не позже февраля 1822 года[уточнить]) — военный, морской офицер — капитан II ранга, инженер, менеджер — управляющий Луганского литейного завода (1806—1822), коллежский советник (с 1802 года).

## Биография
Яков Нилус родился в 1760 году в семье штаб-лекаря Христиана (Кристиана) Нилуса.
Его отец находился на службе с 1773 года и в 1802 году был главным врачом Санкт-Петербургской полиции.
В 1770 году — кадет Морского шляхетского корпуса.
В 1798 году переезжает в Луганск и входит в качестве старшего члена в правление создаваемого Луганского литейного завода.
Яков Нилус исполнял обязанности руководителя завода в отсутствие Гаскойна.
В 1802 году получает гражданский чин VI класса — коллежский советник.
В 1806 году, после смерти Карла Гаскойна, Яков Нилус становится управляющим Луганского литейного завода.
По словам историка его деятельность была подчинена достижению единственной цели — беспрекословному выполнению заказов военного ведомства, которые часто значительно превышали возможности завода.
В первые годы его управления Луганский завод увеличивает выпуск пушек в 2 раза и снарядов — в 3.
Завод новому управляющему достался в непростом положении.
После смерти бывшего директора Горный департамент Министерства финансов решил провести обследование завода. На Лугань был прислан чиновник Горного департамента обер-гауптман 5-го класса Г. Ильман. Он провёл разведку и сделал анализ железных руд и угля, повторил опыты по выплавке чугуна на коксе. В результате Ильман был разочарован результатами, по его мнению, из местной руды получить хороший чугун не удавалось.
Чиновник предложил закрыть завод. Однако назначенному после смерти Гаскойна горным начальником завода Яков Христианович Нилус отстоял завод.
В своем докладе Горному департаменту последний настаивал на продолжении деятельности завода:
Несмотря на недостаток природных руд,  Луганский завод надлежит продолжить навсегдашние времена, поскольку сибирские заводы заменить его не могут.
Чиновники решили сохранить завод, однако с этих пор он стал работать как передельный — на привозном сырье.
В соответствии с представлением горного начальника министр финансов Фёдор Голубцов предложил Горному департаменту отпускать Луганскому заводу необходимое количество чугуна с уральских заводов.
Во исполнение решения чиновников, весной 1808 года пермский купец Попов[уточнить] доставил из Камско-Воткинского завода вешними водами в Луганск 15 000 пудов уральского чугуна знаменитой марки «Старый сибирский соболь» и завод продолжил выпуск продукции военного и гражданского назначения.
В 1808 году правительство Александра I поручает Якову Нилусу изучить вопрос о возобновлении солеварения в Бахмуте и Славянске.
В июне 1808 года Яков Христианови побывал в Петербурге и отправил во исполнение высочайшего поручения письма Харьковскому и Екатеринославскому губернаторам.
Однако далее благих намерений и канцелярской переписки дело не пошло.
В 1809 году руководимый Нилусом завод настигла новая напасть — случился пожар, в котором сгорели: первый доменный корпус, цилиндрическая раздувальная машина столярный цех со всеми инструментами, большое количество сухого заготовленного лесу, модель-камора, 3-я сверлильная и вновь устроенная машина для точильных камней и многое другое.
Ущерб от пожара составил 24 209 рублей, что существенно подорвало его экономическое положение.
Однако казна восполнила лишь часть потерь — Александр I повелел отпустить из государственного казначейства только 15 тысяч рублей.
Так как после Отечественной войны 1812 года военные заказы снижались Нилус думал над конверсионным производством.
В частности он осуществил попытку наладить на Луганском заводе производство жатвенной машины Смита.
Для этого управляющий запросил копию жатки и поручил сделать её модель.
Однако изменения, внесённые механиком завода Утгофом по замене круглого ножа двумя обыкновенными косами не улучшили конструкции, она оказалась неэффективной, и от её производства отказались.
Яков Христианович Нилус умер в 1822 году.

## Дети
- Александр (род. 1798)[1].
- Андрей (род. 1801)[1].

## Критика
Историки негативно оценивают роль Нилуса в качестве руководителя Луганского литейного завода.
Критикуют его за то, что он заботился лишь о выпуске продукции и выполнении государственных заказов, и не думал о людях и будущем города.
На заводе и на шахтах Нилус ввёл палочную дисциплину, любые протесты жестоко пресекал, работники подвергались телесным наказаниям «шпицрутенами через тысячу человек» или «двумястами ударов палками при собрании команды».
С начала 1820-х годов Луганский завод под руководством Нилуса выпускается меньше пушек и снарядов, чем во времена предыдущего руководителя — Гаскойна.
В последние годы его руководства предприятием оно находилось в полном упадке: износилось оборудование, пришли в ветхость лазарет и казармы.

## Память
Фамилия Якова Христиановича Нилуса запечатлена на знаменитой пушке «Крепостной единорог», отлитой во время, когда он был управляющим Луганского литейного завода, и ставшей одной из визитных карточек Луганска:
Луганский литейный завод , Нач. Нилус.
На пушке также есть инициалы мастера Сушкова, который её создал — «А.С».
После событий 1917 года пушка была передана в Луганский социальный краевой музей, а позднее краеведческий.
В 1978 году установлена у нового здания Луганского краеведческого музея.